# 田井村 (福井県)
田井村（たいむら）は福井県三方郡にあった村。現在の三方上中郡若狭町の北西部、若狭湾に面した地域にあたる。

## 地理
- 海洋 ： 若狭湾
- 湖沼 ： 三方湖、水月湖（三方五湖）
- 島 ： 鳥辺島

## 歴史
- 1889年（明治22年）4月1日 - 町村制の施行により、海山村、世久見浦、田井村及び成出村の区域をもって、田井村が発足する。
- 1907年（明治40年）8月1日 - 田井村及び西浦村が合併して、西田村が発足する。

## 交通

### 道路
現在は旧村域を三方五湖レインボーラインが通過するが、当時は未開通。